# Mouflières
Mouflières é uma comuna francesa na região administrativa de Altos da França, no departamento de Somme. Estende-se por uma área de 2,76 km². Em 2010 a comuna tinha 91 habitantes (densidade: 33 hab./km²).